# Zúric
|  | Per a altres significats, vegeu «Zurich». |

Zúric (en alemany Zürich, [ˈt͡syːʁɪç], pronunciat [ˈtsyri] en el dialecte local) és la ciutat més gran de Suïssa i la capital del cantó de Zúric. Està localitzada a la planura central de Suïssa, a l'extrem nord-oest del llac de Zúric i a prop de la serralada dels Alps. El municipi tenia 436.332 habitants (dels quals un 32,2% eren estrangers) l'any 2021, mentre que la seva àrea metropolitana comptava amb aproximadament 1,4 milions d'habitants. Tant l'aeroport de Zúric com l'estació central són els més importants i més actius nuclis de transport del país.
Zúric és una important ciutat global i un dels centres financers més grans del món. És la seu de gran nombre d'institucions financeres i d'importants bancs. A més, la majoria dels centres d'investigació i desenvolupament estan concentrats a Zúric i la baixa taxa d'impostos atrau a les companyies a establir-hi la seva seu. Segons diversos estudis des de 2006 fins a 2008, Zúric va ser nomenada la ciutat amb millor qualitat de vida del món i la ciutat més rica d'Europa.

## Història
L'origen del nom és la paraula celta Turus, tal com suggereix una inscripció en una tomba que data de l'ocupació romana del segle ii. El nom romà del poble va ser Turicum i en el dialecte local de l'alemany suís s'anomena Züri.

### Orígens

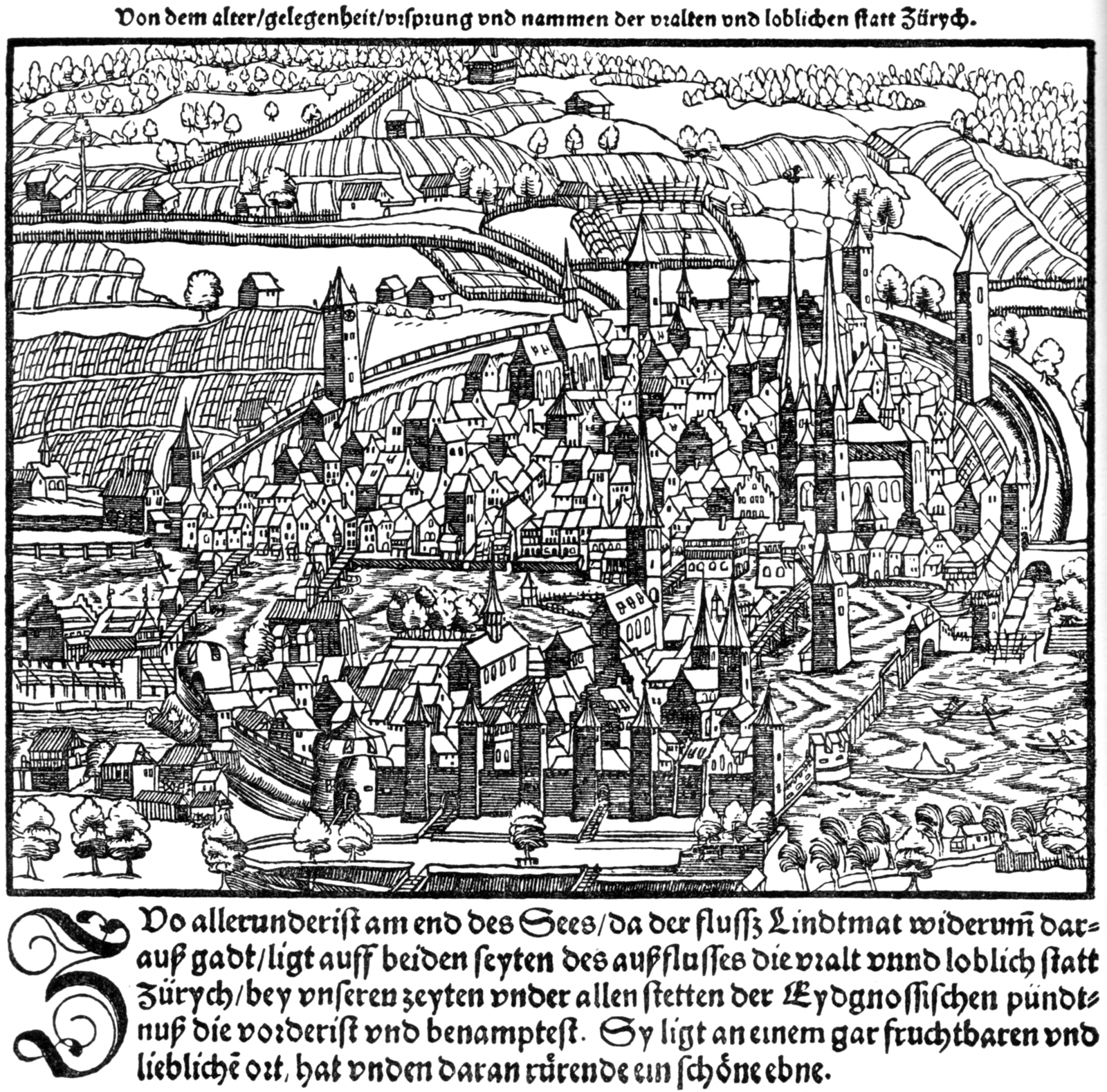
Zúric l'any 1548.

Durant l'era de l'Imperi Romà, Turicum va ser fundada per les tropes romanes com un emplaçament estratègic de duanes i va servir de fort juntament amb el riu Limmat. Els primers assentaments se situen a l'actual "Lindenhof" i es creu que, durant l'etapa romana, Turicum va arribar als 300 habitants. Segons la llegenda, a Zúric van ser capturats i executats cap el 300 dC els sants patrons de les ciutats Fèlix i Règula, igual que el seu servent Exuperantus, tots ells procedents de la regió de Tebes. Poc abans de la retirada de l'Imperi l'any 401 dC, l'emperador Valentinià I manà construir un castell amb deu torres en el "Lindenhof" per tal de protegir les duanes dels pobles germànics que amenaçaven des del nord.
Al segle vii es va construir un nou castell carolingi, amb el qual es van utilitzar pedres de l'anterior i destrossat castell romà. Cap al 853, Lluís el Germànic, net de Carlemany, va fundar el "Fraumünster" o convent de dones i 20 anys després es va aixecar la primera església d'aquest convent. No obstant això, s'han trobar restes d'una possible església del segle vi en els terrenys de l'església St Peter. El 929 es recull per escrit la primera menció de Zúric com a ciutat. El 1045, el rei Enric III el Negre concedeix al convent (més concretament a la princesa abadessa) els drets de mercat, duana i moneda de la ciutat de Zúric, quedant la ciutat sota el monopoli eclesiàstic. La ciutat va esdevenir ciutat imperial l'any 1218, quan moren els ducs de Zähringen i queden sota el control de l'emperador Frederic II. Pocs anys després, la burgesia provoca una revolta que culmina amb la destrucció del Palatinat i la construcció del primer ajuntament en aquest mateix emplaçament. Cap al 1229 arriben a Zúric els dominicans, els quals construeixen l'església dels Predicadors.

### Poder de l'Antiga Confederació Suïssa

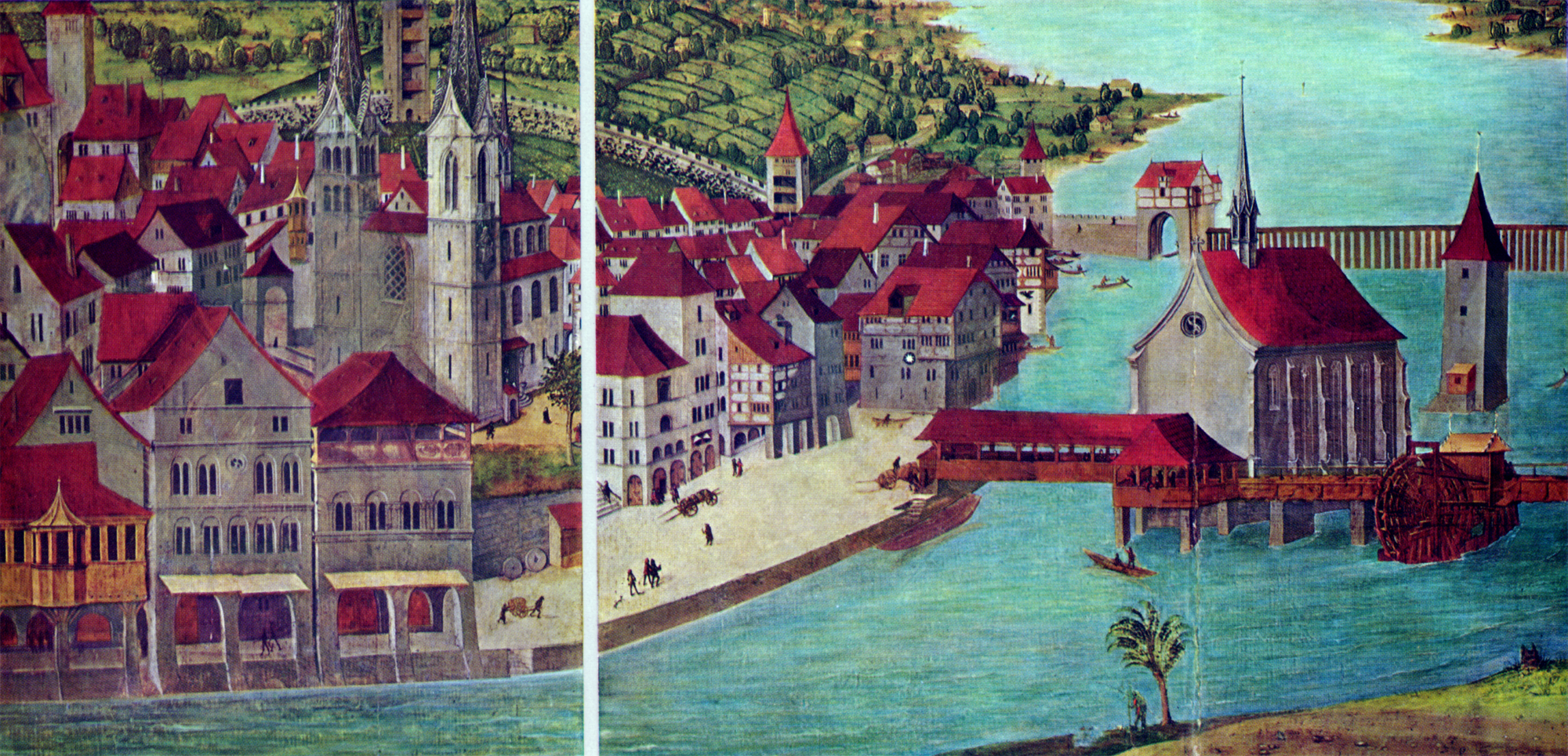
Panoràmica de la ciutat i el riu Limmat durant el.

El 1230 la ciutat es fortifica amb una muralla aixecada per la burgesia i que ocupa una àrea d'uns 0,38 km². La fortalesa es componia de dues muralles paral·leles de 7 m d'altura i uns 1250 m de longitud. Al llarg del segle xiii se succeeixen les fundacions dels convents franciscans i agustins. El 1291 mor el rei Rodolf I. És llavors quan es crea la Confederació Suïssa; el 1291, un any després, el duc Albert d'Habsburg tracta d'assetjar la ciutat sense èxit. El famós manuscrit il·lustrat conegut com el Còdex Manesse, ara a Heidelberg (descrit com el "manuscrit alemany més meravellosament il·luminat en segles"), va ser encarregat per la família Manesse de Zúric, copiat i il·lustrat a la ciutat en algun temps del període comprès entre 1304 i 1340. Document d'un treball i prestigi molt alts, va necessitar diversos anys per la seva detallada escriptura i pintures en miniatura.
El 7 de juny de 1336, el cavaller Rudolf Brun substitueix el consell de Zúric per la primera constitució gremial o carta juramentada del 16 de juliol. El mateix Brun es va autoproclamar alcalde vitalici i sota aquesta constitució es va mantenir l'organització política de Zúric fins al 1798. La nit del 23 de febrer del mateix any
 es va produir un assalt a la ciutat per part d'uns consellers expulsats, que amb ànim de venjança van provar d'assassinar el burgmestre Brun. L'1 de maig de 1350, Zúric passa a formar part de la Confederació Helvètica, en va ser el cinqué cantó. El 1360, el burgmestre Brun mor, segurament enverinat pels seus enemics. De 1386 a 1388 es va produir la batalla de Sempach, en la qual els confederats es van enfrontar altra vegada amb els Habsburg. El 1474 va seguir la Guerra de Borgonya contra Berna, en la qual Carles I de Borgonya és derrotat. Els confederats van ser vençuts el 1515 a la batalla de Marignano, al nord de Milà, el que significa la fi de l'expansió confederada.

### Conflictes religiosos i Napoleó
A partir del segle xvi apareixen les polèmiques religioses. El 1523, Zúric se separa del Bisbat de Constança i, per tant, del catolicisme, provocant la retirada massiva d'imatges de sants a les esglésies. Això va portar a la secularització de la ciutat el 1524 i a l'haver de requisar tots els béns i riqueses de l'última princesa abadessa, Katharina von Zimmern. El 1685, la ciutat va a collir als protestants que fugien del rei gal Lluís XIV. El 1717 va acabar el poder dels cantons catòlics amb la derrota d'aquests enfront dels cantons protestants de Zúric i Berna. El 1780 es llança la primera edició del diari "Neue Zürcher Zeitung", que avui en dia encara existeix.
Napoleó va entrar sense oposició a Suïssa amb el seu Directori el 1798 i va elaborar una nova constitució de la República Helvètica, que va substituir a l'anterior del gremis. L'exèrcit austríac, sota el mandat de l'Arxiduc Carles, va derrotar l'exèrcit napoleònic en la primera batalla de Zúric. La segona seria la de la conquesta definitiva l'any 1799. Les històriques muralles medievals van ser destruïdes el 1811, i quatre anys més tard es va declarar la perpètua neutralitat de Suïssa. La població de Zúric va augmentar el 1893, passant de 28.000 a 121.000 habitants, en integrar-se una sèrie de municipis perifèrics de l'urbs. A principis del segle xx, Suïssa va ser testimoni d'una vaga general davant l'amenaça del bolxevisme, i a Zúric van arribar a produir-se víctimes mortals a causa de la intervenció militar. El 1934 es van unir, per votació popular, vuit comunitats més confrontants amb Zúric, passant aleshores de 200.000 a 300.000 habitants.

## Geografia
El terme municipal de la ciutat de Zúric té una superfície de 91,88 km². La ciutat està situada on el riu Limmat conflueix en direcció nord-oest amb el llac de Zúric, a uns 30 km dels Alps. Zúric està envoltat de frondosos turons incloent-hi el Gubrist, Hönggerberg (541 m), Käferberg (571 m), Zürichberg (676 m), Adlisberg (701 m) i Oettlisberg a l'est; i el Uetliberg (part de la serralada Albis) a l'oest. El riu Sihl desemboca al Limmat al final de Platzspitz, que voreja el Museu Nacional Suís o Landesmuseum.
El centre geogràfic i històric de la ciutat és el Lindenhof, un petit turó natural situat junt al riu Limmat. Amb 392 m sobre el nivell del mar, el Limmat és el punt més baix del terme municipal, mentre que l'Uetliberg, amb 869 m sobre el nivell del mar, és el punt de major elevació. El seu cim es pot aconseguir amb facilitat, i des de la plataforma de la torre-mirador ofereix una espectacular panoràmica de la ciutat i el llac, així com una vista dels Alps.

### Districtes
Els límits de la ciutat anteriors a 1893 eren pràcticament els mateixos que a la ciutat antiga o històrica. Es van produir dos expansions l'any 1893 i el 1934, quan Zúric es va fusionar amb altres municipis perifèrics que havien crescut constantment des del segle xix. Actualment, la ciutat està dividida en dotze districtes (anomenats Kreise en alemany), cadascun dels quals conté d'un a quatre barris diferents. Els districtes de la ciutat són:
- Districte 1: és conegut com a Altstadt i correspon al centre històric de la ciutat.
- Districte 2: es troba al costat del llac de Zúric i inclou els barris d'Enge, Wollishofen i Leimbach.
- Districte 3: és conegut com a Wiedikon i es troba entre el riu Sihl i l'Uetliberg. Inclou els barris d'Alt-Wiedikon, Sihlfeld i Friesenberg.
- Districte 4: és conegut com a Aussersihl i es troba entre el Sihl i les vies de tren de l'estació de Zúric.
- Districte 5: correspon a l'antiga zona industrial de la ciutat coneguda amb el nom de Industriequartier.
- Districte 6: aquest districte es troba a la part est de la ciutat i comprèn els barris de Oberstrass i Unterstrass.
- Districte 7: aquest districte es troba a la part est de la ciutat i comprèn els barris de Hottingen i Hirslanden.
- Districte 8: és conegut com a Riesbach i està situat a la part est del llac de Zúric.
- Districte 9: conté els barris de Altstetten i Albisrieden.
- Districte 10: comprèn els barris de Höngg i Wipkingen.
- Districte 11: comprèn els barris de Affoltern, Oerlikon i Seebach.
- Districte 12: és conegut com a Schwamendingen i està situat al nord-est de Zúric.

### Clima
El clima de Zúric és temperat. Situat a la zona de transició entre el clima atlàntic i el continental, està sota la influència de les depressions procedents de l'oceà Atlàntic, que porten precipitacions i temperatures més càlides de l'habitual en la latitud en què està situada la ciutat (47°N), i dels vents freds del nord-est (coneguts a Suïssa com Bise) procedents d'Europa Oriental. La temperatura mitjana anual (mesurada des de l'estació meteorològica de Zürichberg a 556 msnm) és de 8,5 °C. A l'estiu es poden arribar temperatures de fins a 35 °C i a l'hivern mínimes de -10 °C.
| Dades climàtiques a Zürich-Fluntern (1981–2010) | Dades climàtiques a Zürich-Fluntern (1981–2010) | Dades climàtiques a Zürich-Fluntern (1981–2010) | Dades climàtiques a Zürich-Fluntern (1981–2010) | Dades climàtiques a Zürich-Fluntern (1981–2010) | Dades climàtiques a Zürich-Fluntern (1981–2010) | Dades climàtiques a Zürich-Fluntern (1981–2010) | Dades climàtiques a Zürich-Fluntern (1981–2010) | Dades climàtiques a Zürich-Fluntern (1981–2010) | Dades climàtiques a Zürich-Fluntern (1981–2010) | Dades climàtiques a Zürich-Fluntern (1981–2010) | Dades climàtiques a Zürich-Fluntern (1981–2010) | Dades climàtiques a Zürich-Fluntern (1981–2010) | Dades climàtiques a Zürich-Fluntern (1981–2010) |
| Mes                                             | gen                                             | febr                                            | març                                            | abr                                             | maig                                            | juny                                            | jul                                             | ag                                              | set                                             | oct                                             | nov                                             | des                                             | anual                                           |
| ----------------------------------------------- | ----------------------------------------------- | ----------------------------------------------- | ----------------------------------------------- | ----------------------------------------------- | ----------------------------------------------- | ----------------------------------------------- | ----------------------------------------------- | ----------------------------------------------- | ----------------------------------------------- | ----------------------------------------------- | ----------------------------------------------- | ----------------------------------------------- | ----------------------------------------------- |
| Màxima mitjana °C (°F)                          | 2.9 (37.2)                                      | 4.6 (40.3)                                      | 9.5 (49.1)                                      | 13.8 (56.8)                                     | 18.5 (65.3)                                     | 21.6 (70.9)                                     | 24.0 (75.2)                                     | 23.3 (73.9)                                     | 18.8 (65.8)                                     | 13.7 (56.7)                                     | 7.2 (45)                                        | 3.7 (38.7)                                      | 13.5 (56.3)                                     |
| Mitjana diària °C (°F)                          | 0.3 (32.5)                                      | 1.3 (34.3)                                      | 5.3 (41.5)                                      | 8.8 (47.8)                                      | 13.3 (55.9)                                     | 16.4 (61.5)                                     | 18.6 (65.5)                                     | 18.0 (64.4)                                     | 14.1 (57.4)                                     | 9.9 (49.8)                                      | 4.4 (39.9)                                      | 1.4 (34.5)                                      | 9.3 (48.7)                                      |
| Mínima mitjana °C (°F)                          | −2.0 (28.4)                                     | −1.6 (29.1)                                     | 1.7 (35.1)                                      | 4.5 (40.1)                                      | 8.8 (47.8)                                      | 11.9 (53.4)                                     | 14.0 (57.2)                                     | 13.8 (56.8)                                     | 10.5 (50.9)                                     | 7.0 (44.6)                                      | 2.0 (35.6)                                      | −0.7 (30.7)                                     | 5.8 (42.4)                                      |
| Precipitació mitjana mm (polzades)              | 63 (2.48)                                       | 64 (2.52)                                       | 78 (3.07)                                       | 83 (3.27)                                       | 122 (4.8)                                       | 128 (5.04)                                      | 124 (4.88)                                      | 124 (4.88)                                      | 99 (3.9)                                        | 86 (3.39)                                       | 79 (3.11)                                       | 83 (3.27)                                       | 1.134 (44,65)                                   |
| Neu mitjana cm (polzades)                       | 18.4 (7.24)                                     | 22.0 (8.66)                                     | 13.7 (5.39)                                     | 3.0 (1.18)                                      | 0.0 (0)                                         | 0.0 (0)                                         | 0.0 (0)                                         | 0.0 (0)                                         | 0.0 (0)                                         | 0.8 (0.31)                                      | 8.0 (3.15)                                      | 19.1 (7.52)                                     | 85.0 (33.46)                                    |
| Mitjana de dies de precipitació (≥ 1.0 mm)      | 10.5                                            | 9.3                                             | 11.9                                            | 11.4                                            | 12.4                                            | 12.7                                            | 12.3                                            | 11.6                                            | 10.2                                            | 9.9                                             | 10.3                                            | 11.4                                            | 133.9                                           |
| Mitjana de dies de neu (≥ 1.0 cm)               | 4.8                                             | 5.2                                             | 3.2                                             | 0.7                                             | 0.0                                             | 0.0                                             | 0.0                                             | 0.0                                             | 0.0                                             | 0.1                                             | 1.6                                             | 4.8                                             | 20.4                                            |
| Humitat relativa mitjana (%)                    | 83                                              | 78                                              | 72                                              | 69                                              | 71                                              | 71                                              | 71                                              | 74                                              | 79                                              | 83                                              | 84                                              | 84                                              | 77                                              |
| Mitjana mensual d'hores de sol                  | 55                                              | 81                                              | 124                                             | 153                                             | 175                                             | 189                                             | 215                                             | 200                                             | 150                                             | 102                                             | 59                                              | 42                                              | 1.544                                           |
| Percentage d'hores de sol                       | 22                                              | 31                                              | 36                                              | 40                                              | 41                                              | 44                                              | 49                                              | 50                                              | 44                                              | 33                                              | 24                                              | 18                                              | 38                                              |
| Font: MeteoSwiss                                |                                                 |                                                 |                                                 |                                                 |                                                 |                                                 |                                                 |                                                 |                                                 |                                                 |                                                 |                                                 |                                                 |

## Demografia

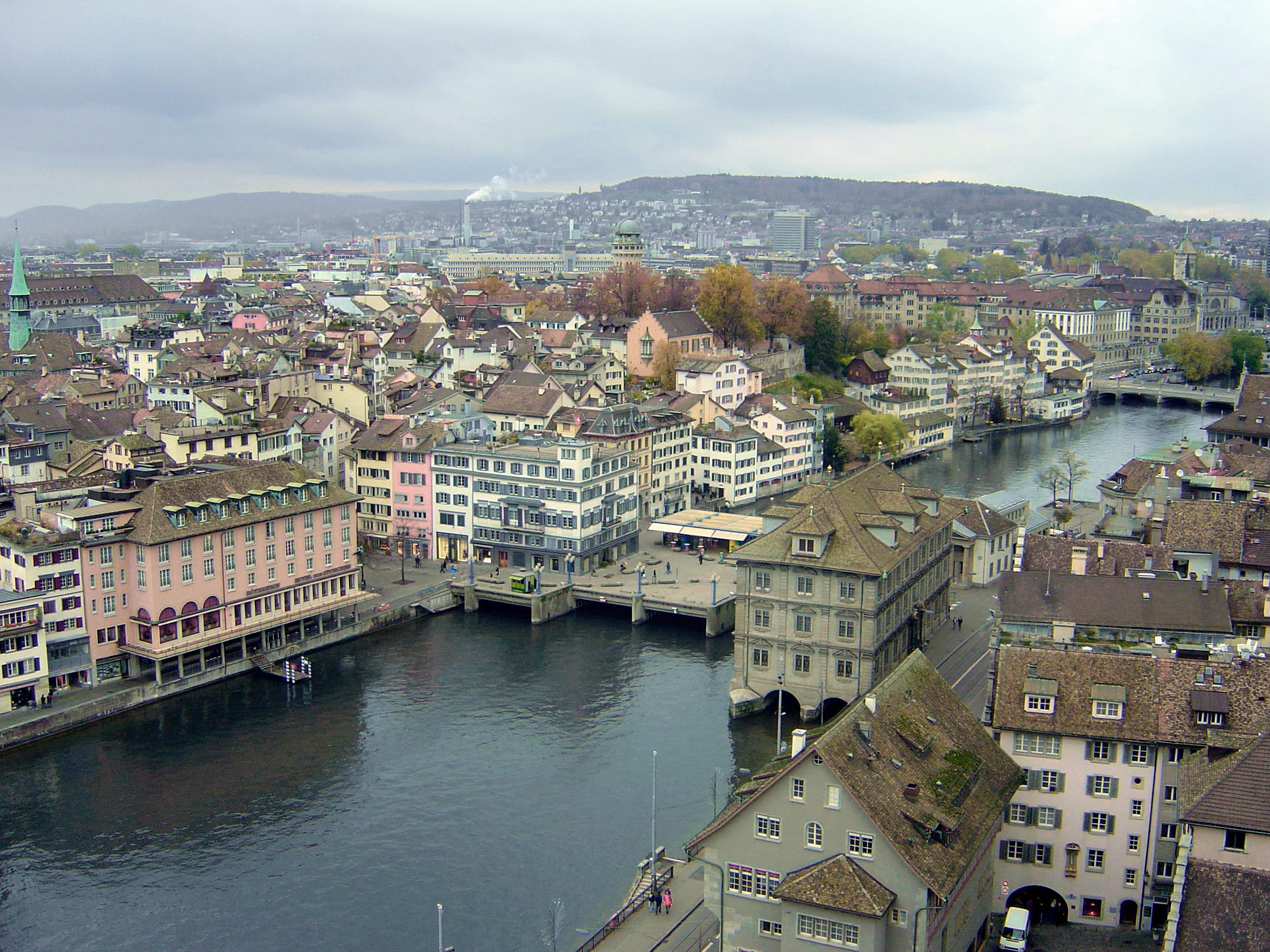
Vista aèria de la ciutat de Zúric, amb el riu Limmat a primer pla.

Hi ha aproximadament 380.000 persones vivint a Zúric (segons estadístiques de l'any 2010), convertint-la en la ciutat més poblada de Suïssa. Dels habitants empadronats, un 30,6% (115.379 persones) no tenen la nacionalitat suïssa. D'aquest grup, els ciutadans alemanys constitueixen el grup més nombrós amb un 22%, seguits de la nacionalitat italiana. L'àrea metropolitana de la ciutat de Zúric (incloent-hi les ciutats de Winterthur, Baden, Brugg, Schaffhausen, Frauenfeld, Uster/Wetzikon, Rapperswil-Jona i Zug) té una població d'uns 1,68 milions d'habitants.

### Llengua
L'idioma oficial utilitzat pel govern i en la major part de les publicacions és l'alemany, mentre que el dialecte més comunament parlat a Zúric és el Zürichdeutsch i el dialecte local l'alemany suís. L'any 2000 l'alemany era la llengua materna del 77,7% de la població, seguit per l'albanès (5,8%) i l'italià (4,7%).

### Religió
Pel que fa a la religió, des de la reforma de Huldrych Zwingli, Zúric s'ha mantingut com a centre i baluard del Protestantisme a Suïssa. No obstant això, al segle xx els catòlics s'han convertit en el major grup religiós de la ciutat (a causa de la immigració), amb un 33,9%, els evangèlics reformats (protestants) representen el 30,3% mentre que cada vegada més habitants de Zúric es declaren sense confessió (un 16,8% l'any 2000).

### Societat
El nivell d'atur a Zúric era del 2,6% (agost de 2007). Al voltant d'un 4% de la població (15.500 persones) viuen directe o indirectament del subsidi de l'estat (abril de 2005).

## Govern

### Consell de la Ciutat
El Consell de la Ciutat (Stadtrat) constitueix el poder executiu de la ciutat de Zúric i participa com un òrgan de l'autoritat. Està compost de 9 consellers i cada un presideix un departament. El president del departament executiu actua com a alcalde. L'actual presidenta de la ciutat és Corine Mauch. Les tasques del departament, les mesures de coordinació i la implantació de lleis són decretades pel Parlament de la ciutat i són portades a terme pel Consell de la Ciutat. L'elecció del consell de la ciutat per votants registrats se celebra cada quatre anys.

### Parlament de la Ciutat
El Parlament de la Ciutat (Gemeinderat) ostenta el poder legislatiu. Està compost de 125 membres, amb eleccions cada quatre anys. El Parlament de la ciutat decreta reglaments i ordenances que són executades pel Consell de la ciutat i l'administració. A diferència dels membres del Consell de la ciutat, els membres del Parlament de la ciutat no són polítics per professió, però se'ls paguen honoraris basats en la seva assistència. Qualsevol resident a Zúric que tingui dret a votar pot ser elegit com a membre del Parlament de la ciutat.

## Economia

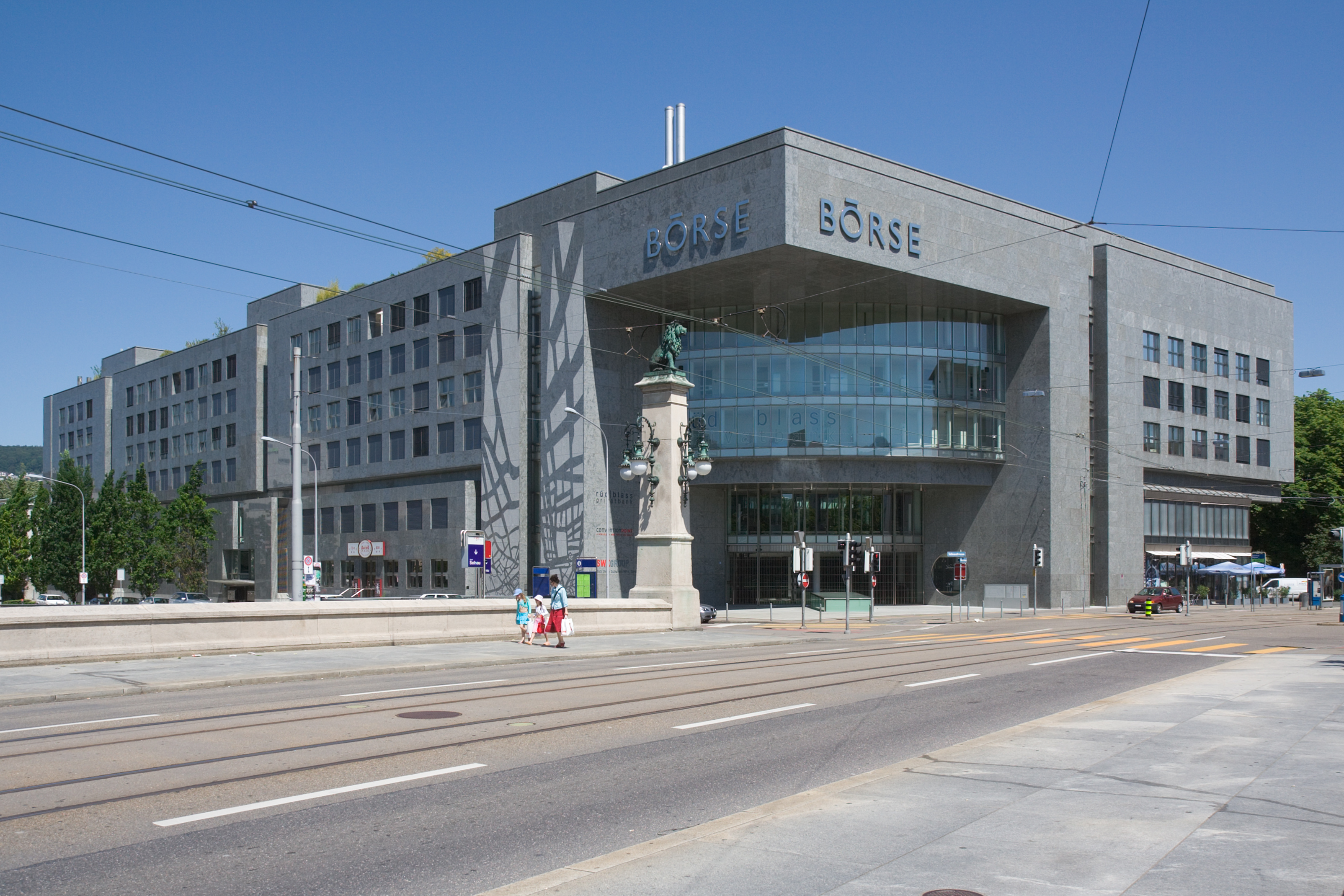
SWX Swiss Exchange.

Des de la fi del segle xx, Zúric és el centre financer i motor econòmic de Suïssa. Malgrat això, antigament la indústria mecànica era la base de l'economia de Zúric. Avui en dia, és la seu de nombrosos bancs i companyies d'assegurances i és un centre empresarial de companyies d'alta tecnologia. Una quarantena de les cent empreses més importants de Suïssa tenen la seva seu a Zúric, especialment bancs, com Credit Suisse, Swiss Re, Zurich Financial Services i UBS. La borsa suïssa, el SWX Swiss Exchange, també té la seu a la ciutat.
Zúric és una de les ciutats amb millor qualitat de vida del món, després d'un estudi realitzat per l'empresa de consultoria en recursos humans Mercer que ha mantingut durant anys la ciutat de Zúric en primera posició del rànquing mundial. En particular, Zúric va rebre altes puntuacions pel treball, l'habitatge, l'oci, l'educació i la seguretat. Altres ciutats de Suïssa, Berna i Ginebra, també van ser llistades entre les deu primeres posicions del rànquing mundial. A més, és la tercera ciutat més cara d'Europa i la segona ciutat més cara de Suïssa després de Ginebra.
L'èxit de l'àrea econòmica de Zúric com una de les més importants del món es deu a diferents raons: la baixa taxa d'imposició i la possibilitat que companyies estrangeres i individus privats puguin optimitzar els seus impostos mitjançant acords personalitzats amb les autoritats són una de les causes directes més notables. Aquesta pràctica provoca conflictes amb els veïns de Suïssa a Europa, que no veuen gaire bé aquesta estratègia per atreure grans corporacions i grans centres d'investigació.

## Transport

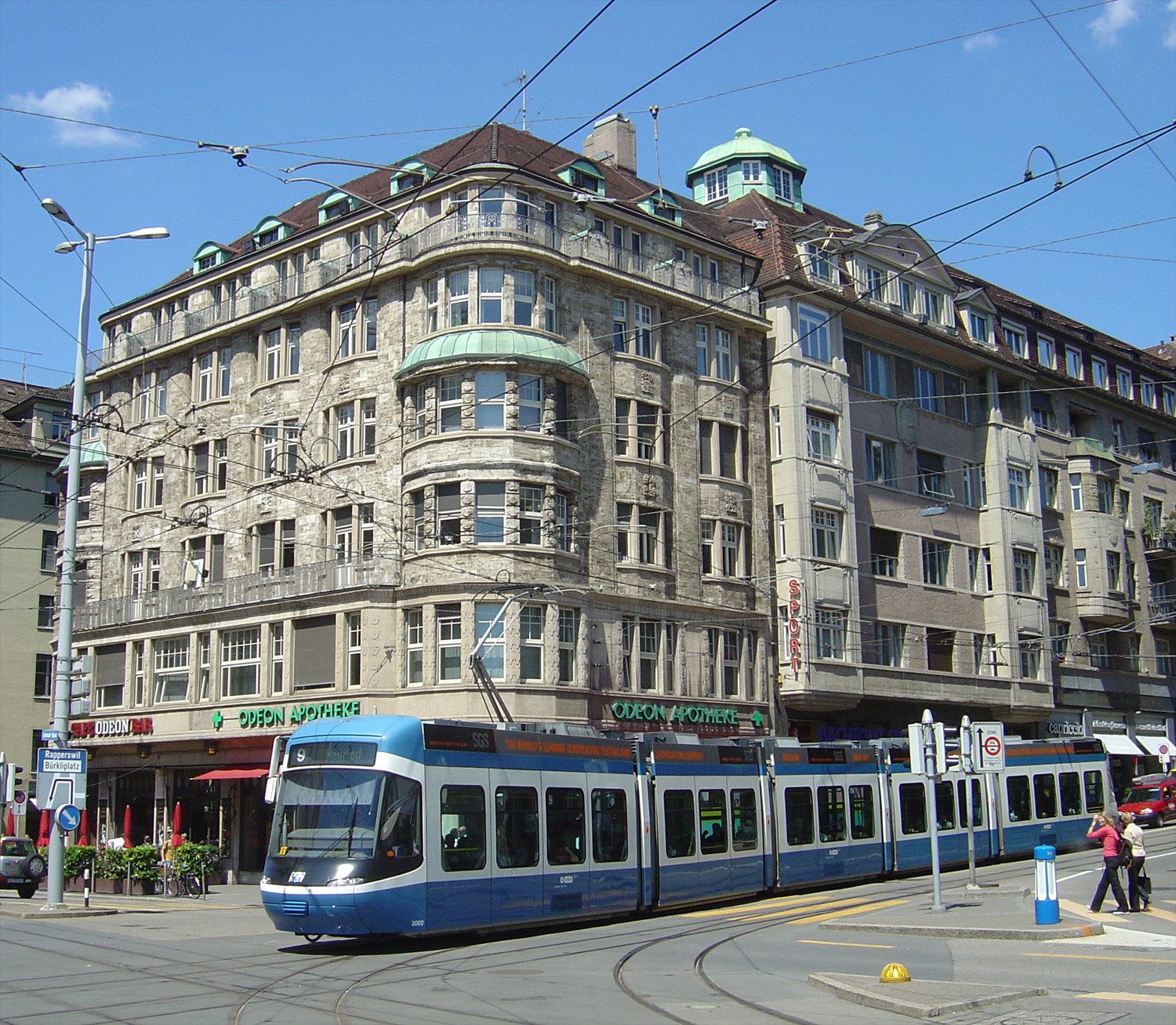
Un tramvia de Zúric.

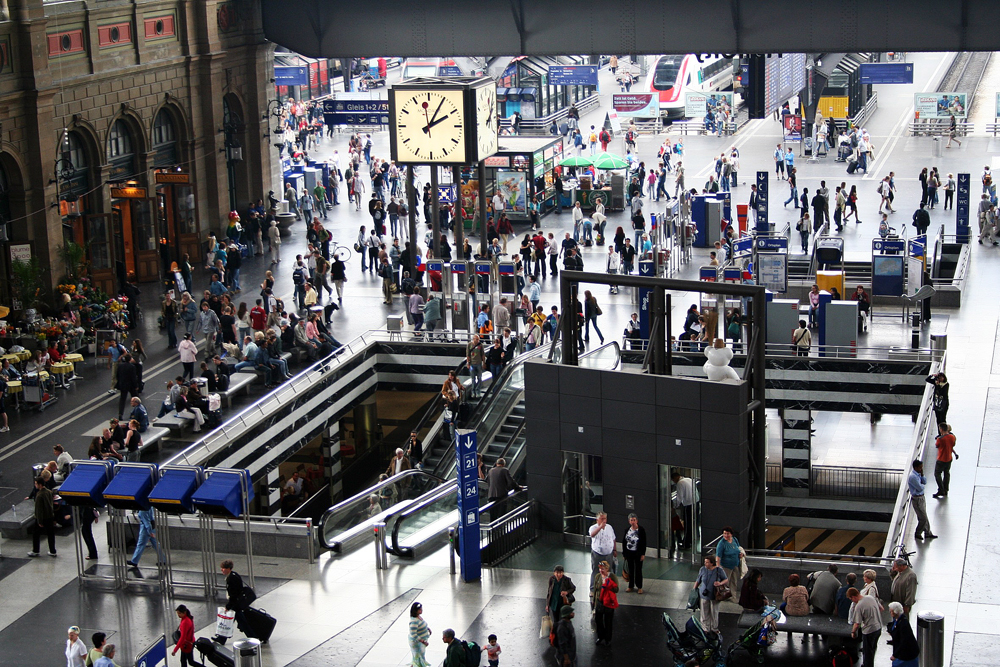
Estació Central de Zúric.

El transport públic és molt popular a Zúric i els seus habitants utilitzen el transport públic en grans nombres. Aproximadament un 70% dels visitants de la ciutat utilitzen el tramvia o l'autobús i gairebé la meitat dels desplaçaments dins el municipi es duen a terme en transport públic. Dins de la ciutat de Zúric i el cantó de Zúric, la xarxa de transport públic Zürcher Verkehrsverbund (ZVV) té una densitat de trànsit de les més altes del món. Existeixen tres mitjans de transport massiu: S-Bahn (trens de rodalia), tramvies i autobusos (tant en dièsel com elèctrics, també anomenats troleibús). A més, la xarxa de transport públic, inclou els transbordadors en el llac i el riu, els funiculars i el Luftseilbahn Adliswil-Felsenegg, un telefèric entre Adliswil i Felsenegg.
Per la qualitat, comoditat i poca extensió de Suïssa, el tren és el mitjà de transport preferit pels suïssos. L'Estació Central de Zúric de la SBB-CFF-FFS, també coneguda localment com a Hauptbahnhof, és l'estació de ferrocarril més gran de Suïssa i l'epicentre del transport ferroviari de la ciutat. L'edifici es troba localitzat al Districte 1 o Altstadt, poc abans de la confluència del riu Sihl amb el Limmat, davant del Museu Nacional de Suïssa. L'estació ofereix serveis d'alta velocitat com l'InterCityExpress alemany i el TGV francès. També existeixen connexions diàries cap a i des de Roma, Venècia, Barcelona, Viena i Budapest. Altres estacions importants dins de l'àrea de la ciutat de Zúric són Oerlikon, Stadelhofen, Hardbrücke, Tiefenbrunnen, Enge, Wiedikon i Altstetten.
L'aeroport de Zúric està localitzat a 10 km al nord-est de la ciutat, dins el municipi de Kloten. L'aeroport té estació de tren pròpia, la qual és soterrada. Està directament connectat amb Zúric i la majoria de principals ciutats suïsses. Hi ha també un petit aeròdrom a Dübendorf.
Les carreteres i la seva designació segueixen el sistema europeu (E, A i B). L'autopista A1 voreja Zúric des de Ginebra i Berna cap a Winterthur i Sankt Gallen. La A3 fa el mateix amb la part sud-oriental del llac de Zúric des de Lucerne (via A4), Coira i Sargans. La A136 connecta Zúric amb Innsbruck i la E17 nord amb Múnic, mentre que la E17 sud enllaça Zúric amb Basilea. La A51 és l'autopista que uneix Zúric amb el seu aeroport. Des de Basilea, es tarda al voltant d'una hora i, des de Múnic, al voltant de tres hores.

## Educació

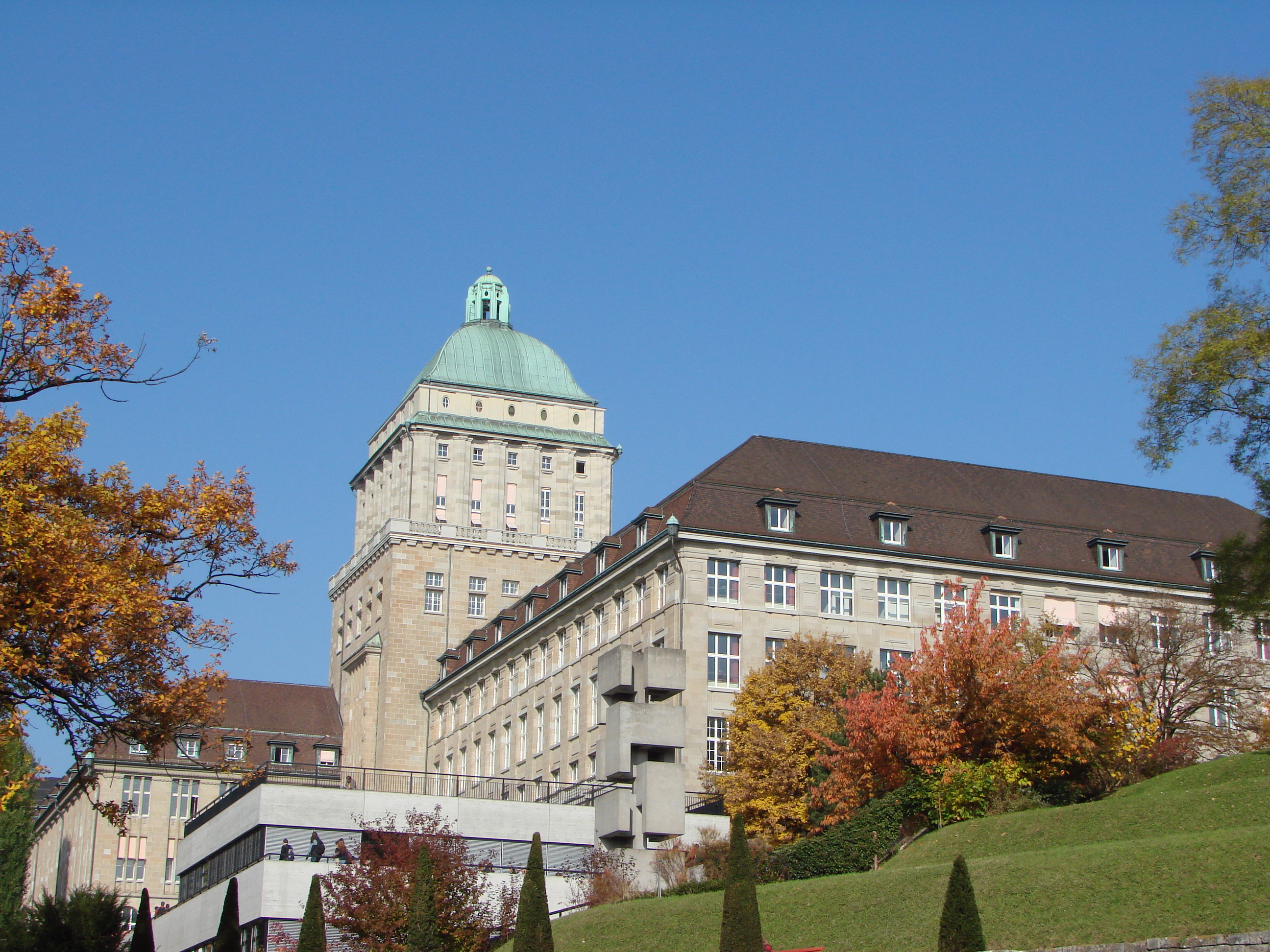
Vista exterior de l'històric edifici principal de la Universitat de Zúric.

Una altra raó de l'èxit econòmic de Zúric és l'extens camp educacional i d'investigació de la ciutat. L'Escola Politècnica Federal de Zúric lidera aquest aspecte al costat de la Universitat de Zúric. Els edificis principals de les dues universitats es troben just al cim de la ciutat vella, anomenada "Zúric Acròpoli". Els dos centres gaudeixen d'una gran reputació internacional i varen ser inclosos entre les cinquanta universitats de l'any 2007.
- L'Escola Politècnica Federal de Zúric o ETH Zürich va ser fundada l'any 1855 i és una universitat pública controlada per l'estat, pionera en investigacions a Europa i a tot el món. Prestigiosos científics han passat per les seves aules i laboratoris, en total 21 premis Nobel en els seus més de 150 anys d'existència, destacant especialment Albert Einstein. A la part francoparlant de Suïssa s'hi troba la seva universitat germana, l'Escola Politècnica Federal de Lausana.
- La Universitat de Zúric és la universitat més gran de Suïssa i és gestionada pel cantó de Zúric. Va ser fundada l'any 1833, encara que el seu origen data de l'any 1525, en plena reforma protestant portada a terme per Huldrych Zwingli, que va crear el col·legi de teologia. La reputació internacional del centre es basa fonamentalment en la investigació pionera de diferents matèries i, en concret, en biologia molecular, investigació sobre el cervell i antropologia, a més de per la tasca de l'Hospital Veterinari.[22] Destaca també la Facultat de Ciències Econòmiques que es troba entre les deu primeres a nivell europeu i és la primera de l'àrea germanoparlant.[23]

## Ciutadans il·lustres
Persones que han nascut o han mort a Zúric:
- Conrad Gessner (1516–1565), naturalista, nascut i mort a Zúric
- Johann Gaspar Bachofen (1697-1755), compositor musical suís
- Johann Heinrich Pestalozzi (1746–1827), reformista educatiu, nascut a Zúric
- Gottfried Keller (1819–1890), poeta, nascut i mort a Zúric
- Johanna Spyri (1827–1901), autora de Heidi, morta a Zúric
- Gran Duquessa Maria Alexandrovna de Rússia (1853-1920), duquessa d'Edimburg, morta a Zúric
- Carl Jung (1875–1961), psiquiatre, mort a Zúric
- Wilhelm Filchner (1877–1957), explorador, mort a Zúric
- Rudolf Ganz (1877-1972), compositor i pianista
- James Joyce (1882–1941), escriptor irlandès, mort a Zúric
- Otto Klemperer (1885–1973), director d'orquestra alemany, mort a Zúric
- Wolfgang Pauli (1900–1958), físic, mort a Zúric
- Felix Bloch (1905–1983), físic, mort a Zúric
- Elias Canetti (1905–1994), escriptor, mort a Zúric
- Max Frisch (1911–1991), escriptor, nascut i mort a Zúric
- Hugo Koblet (1925–1964), ciclista professional, nascut a Zúric
- Amanullah Khan (1929–1960), rei afganès reformista, mort a Zúric
- Andreas Vollenweider (n. 1953), músic, compositor i cantant música new-age nascut a Zúric
- Diego Benaglio (n. 1983), futbolista, nascut a Zúric

Residents famosos:
- Mileva Maric, matemàtica sèrbia i la primera dona d'Albert Einstein
- Albert Einstein (1896–1900, 1909–1911, 1912–1914)
- James Joyce (1915–1919)
- Vladímir Lenin (1917)
- Thomas Mann (1933–1942)
- Kurt Tucholsky (1932–1933)
- Tina Turner
- Tristan Tzara (1896–1963)
- Richard Wagner (1849–1861)
- Jonas Kaufmann